# Landhaus J. C. Godeffroy

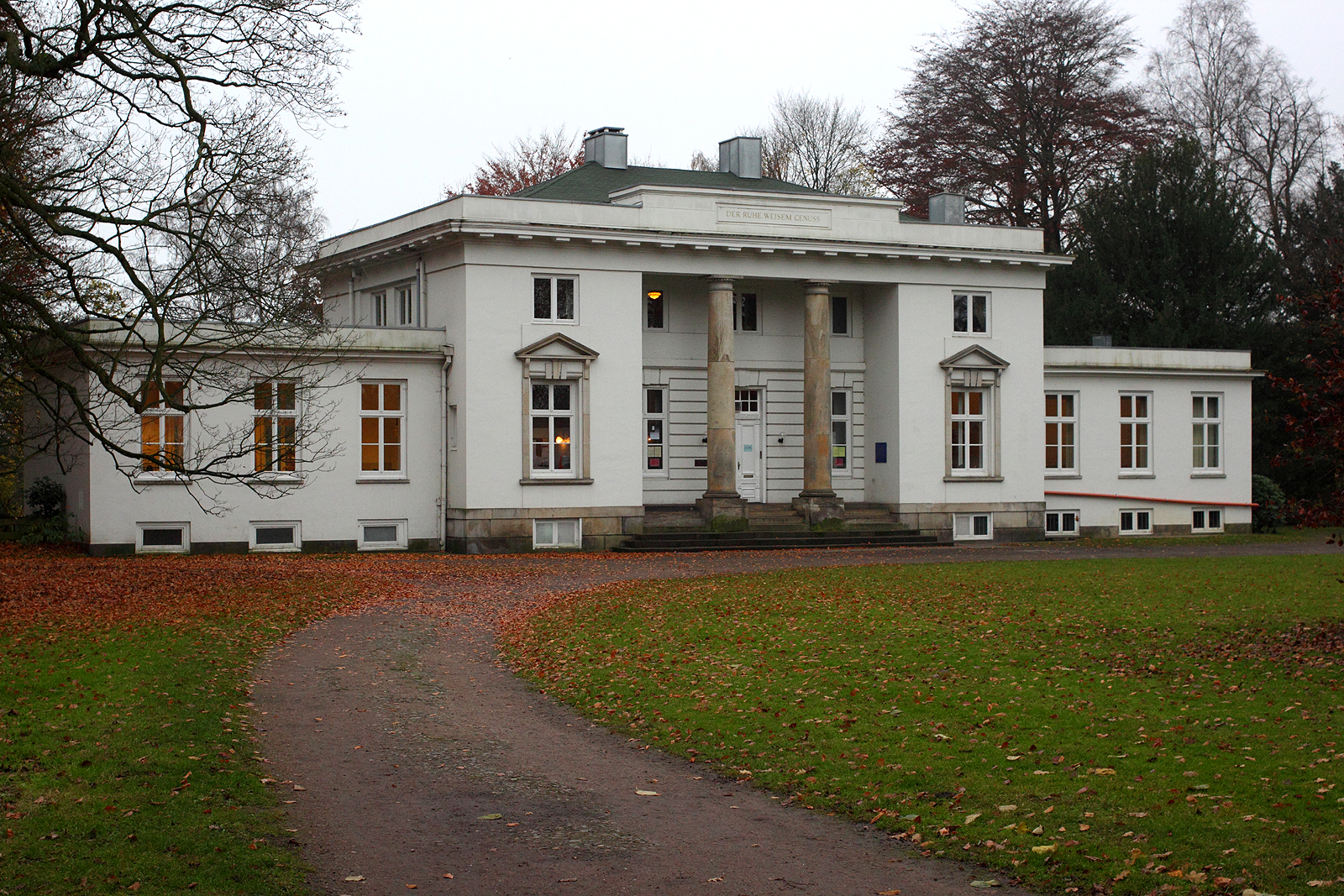
Landhaus Cesar Godeffroy

Das Landhaus J. C. Godeffroy, auch Hirschparkhaus, ist ein vom Architekten Christian Frederik Hansen entworfenes klassizistisches Landhaus an der Elbchaussee in Hamburg-Nienstedten.

## Geschichte und Ausstattung

Landhaus Cesar Godeffroy um 1865

Gartenseite Landhaus Cesar Godeffroy um 1865

Am 30. Oktober 1786 wurde Johan Cesar Godeffroy (1742–1818) Besitzer des größten Landgutes der Gegend, das er nach dem Tode des Vorbesitzers Berend Johann Rodde käuflich erworben hatte. Er beauftragte als erster Bauherr den für die dänischen Landesteile Holstein und Altona/Elbe zuständigen Landbaumeister Christian Frederik Hansen 1789 mit dem Bau eines Land- oder Sommerhauses. Die Bauzeit betrug etwa drei Jahre. Die Villa besteht aus einem zweigeschossigen Mittelbau mit fünf Achsen und zwei eingeschossigen Seitenflügeln mit drei Achsen. Die Eingangstür Richtung Norden wird von zwei großen Sandsteinsäulen eingerahmt. „Der Ruhe weisem Genuss“ lautet die Inschrift, die jeden Besucher empfängt. Sie soll von dem dänischen Theologen Peter Christian Steenvinkel (1742–99) stammen.
Hansens erstes bedeutendes Bauwerk in Altona leitete die heutige städtebauliche Entwicklung der Elbchaussee ein, dem ein Auftrag für das nahe gelegene Landhaus P. Godeffroy – das Weiße Haus – von Johan Cesars Bruder Peter Godeffroy folgte. Mit ähnlichen Grundrissen weisen beide Landhäuser einen mittleren südlich zur Elbe gelegenen Gartensaal mit Säulenloggia auf, der beim Halbrund des Landhauses J. C. Godeffroy an Hansens Lehrer Nicolas-Henri Jardin und Caspar Frederik Harsdorff erinnert. Mit seinen rechteckigen Umrissen und einfachen Wandgliederungen verweist das Landhaus auf die Revolutionsarchitekten Claude-Nicolas Ledoux und François-Joseph Bélanger. Die Fensterumrahmungen und Dreiecksgiebel der Erdgeschossfenster sind mit Sandstein abgesetzt. Die aufwendige Materialwahl setzte sich im Inneren mit Stuckaturen von Diele und Speisesaal im Westflügel fort, der mit Blumenranken und Puttenreliefs verziert wurde. Die 1856 erneuerte Stuckatur des sich südlich an die Diele anschließenden Gartensaals erreichte nicht die feine ursprüngliche Ausführung. Der weite Blick über die Elbe rechtfertigt die südliche Ausrichtung anstatt zum Park. Um 1800 entstand ein reetgedecktes Kavaliershaus. Über die damalige Einrichtung gibt es keine Kenntnisse. Im Jahr 1856 war der in Hamburg bekannte Möbelfabrikant und Innenarchitekt Ludwig Piglhein mit einer Neuausstattung beauftragt worden.
Das Landhaus J. C. Godeffroy wurde etwa 100 Jahre lang von drei Generationen Johan Cesar Godeffroy und deren Familien in den Sommermonaten bewohnt. Ab 1880 wurde das Landhaus ganzjährig bewohnt. Johan Cesar Godeffroy (1781–1845) verstarb hier am 3. Juli 1845, sein Sohn Cesar Godeffroy am 9. Februar 1885.
Auf dem Gelände ließ Johan Cesar Godeffroy (1781–1845) 1835 durch den Hamburger Architekten Alexis de Chateauneuf für 3.300 Mark Banco ein Gartenhaus errichten.
Der Park war zu Lebzeiten der Godeffroys der Öffentlichkeit zeitweilig zugänglich. Die Längsachse des Parkes parallel zur Elbchaussee wurde durch die vorhandene vierreihige Lindenallee vorgegeben, die aus der Zeit des Vorbesitzers A. Oldehorst ab 1620 stammt.

## Nachnutzung

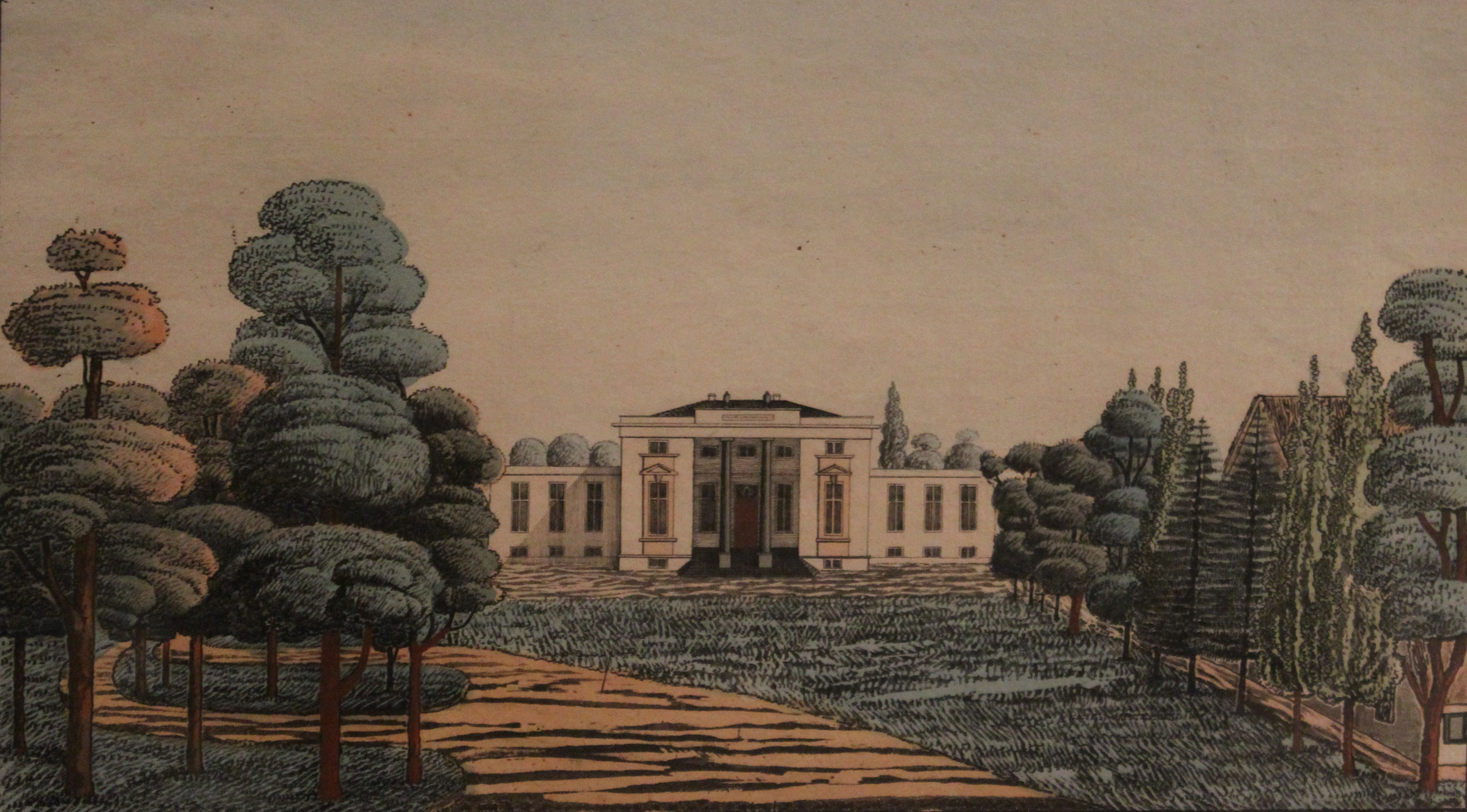
Umrisskupferstich gezeichnet und gestochen von Rege und Steineck, ca. 1806, Altonaer Museum

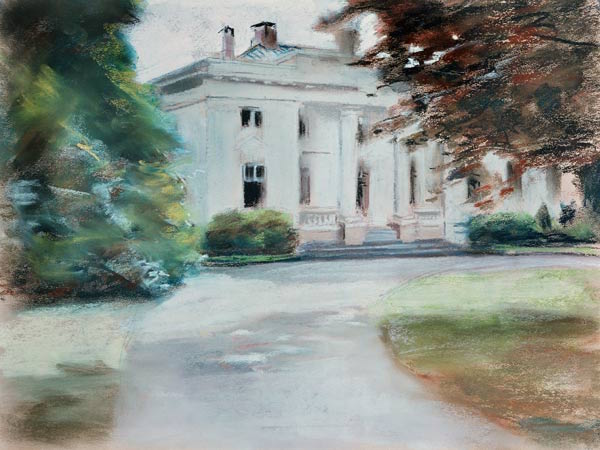
Max Liebermann, Hamburger Kunsthalle, 1902

1890 wurde das Haus samt Parkanlagen an den Kaufmann Ernst August Wriedt verkauft. 1924 wurden Haus und Parkanlagen von der Gemeinde Blankenese erworben, bevor diese mit dem Groß-Hamburg-Gesetz 1938 an Hamburg übergingen. Er ist seit 1924 als Hirschpark uneingeschränkt öffentlich zugänglich, die Räumlichkeiten des Hauses sind an eine Ballettschule vermietet.

## Ansichten und Pläne
- Das Hirschparkhaus in Hamburg 1911, Öl auf Leinwand, 53 × 62 cm; unten links signiert und datiert: Willi Geiger 1911. (Villa Grisebach, Auktion 190, 25. November 2011), online
- Das Godeffroy’sche Landhaus im Hirschpark von Nienstedten an der Elbe 1902, Max Liebermann, Pastell auf Papier, 31 × 42 cm, Hamburger Kunsthalle, (Inv. 1602). (Die Mittelfront des Landhauses war Vorbild für seine Villa am Wannsee.)[5]
- Das Godeffroy’sche Landhaus in Dockenhuden. Format 10,7 × 16,7 cm, Stahlstich mit ornamentaler Bordüre von Poppel und Kurz nach J. Gottheil. Verlag B. S. Berendsohn, Hamburg 1855, online.
- Landhaus des Herrn Cäsar Godeffroy bei Doggenhusen (Dockenhuden) Umrisskupferstich, enthalten in Pittoresken aus Niedersachsen. Gezeichnet und gestochen von Rege und Steineck, mit Text von Ludwig Wesselmann. Erstes Heft, vier Darstellungen aus der Gegend um Hamburg enthaltend, mit vier kolorierten Umrisskupferstichen, J.F. Wettach, Hamburg 1806, Altonaer Museum
- Nienstedten, Elbchaussee 499, Cesar Godeffroy's Landhus, Inv. nr. 1671 a-d, (online); Seitenfassade und Rückseite, Inv. nr. K.S. 51, (online), Fassade, perspektivische Ansicht etc., Inv. nr. 1671 a-d, (online), Etagenplan und Fassadenansichten, Inv. nr. 9359 a-b, (online) und Cesar Godeffroys hus havefacade, Inv. nr. 13315, (online), Sammlung von Architekturzeichnungen in der Nationalen Dänischen Kunstbibliothek (Danmarks Kunstbiliotek).
- Landhaus Godeffroy, Hamburg, Nienstedten, Elbchaussee 499, Bildarchiv Foto Marburg, (online, zahlreiche Innen- und Aussenaufnahmen von 1955, s/w Aufnahmen)
- Emil Puls: Villa Wiredt im Jahr 1910 (Eine Sammlung von s/w Aufnahmen (Glasplattennegative) in der Sammlung des Altonaer Museums)